# Andligt frälse
Andligt frälse syftar i svensk historia på kyrkans befrielse från pålagor, liksom prästers frihet från att ställas inför världslig domstol.

## Sverige
Det svenska andliga frälset är först belagt i ett brev utfärdat av kung Sverker Karlsson år 1200. Detta gällde endast kungens personliga rättigheter till skatter, inte generellt. Ett sådant fastare grund fick det världsliga frälset genom den privilegieurkund Magnus Ladulås utfärdade 1281, som gjorde alla dåvarande kyrkojord skattebefriad, vilket förnyades av Birger Magnusson år 1305.
Under de följande århundradena stod flera strider mellan kyrka och kungamakt om nyförvärvad jord, som kyrkan också önskade skulle vara skattebefriad; Drottning Margareta genomdrev 1396 en reduktion som åter skattlade en mängd kyrkojord. Under 1400-talet stärkte dock kyrkan sin ställning, och lyckades även få klostrens jord generellt skattebefriad, där den tidigare varit baserad på utfästelser för varje kloster för sig. Allmänna privilegier utfärdades av rikets råd och män 1436, och av kung Kristian I 1457. Kyrkojorden verkar dock inte ha varit undantagen från extraordinära skatter.
Det andliga frälset försvann i och med den av Gustav Vasa genomdrivna reformationen. Efter Västerås riksdag 1527 indrogs till kronan största delen af kyrkans egendom och inkomster, samtidigt som vissa gods återbördades till donatorernas arvingar. Den jord som därmed skattlades motsvarade 13 procent av alla rikets mantalshemman, och stod för ca en femtedel av kronans inkomster vid slutet av Gustav Vasas regeringstid.
Prästerskapet kom sedermera att få nya privilegier (de första 1650), som bland annat befriade dess ämbetsgårdar från en del pålagor, men någon verklig motsvarighet detta kom aldrig att åter motsvara det ursprungliga andliga frälset. 

## Storbritannien
I Storbritannien är det andliga frälset (Lords Spiritual) är en av två grupper med representationsrätt i överhuset i det Brittiska parlamentet. Gruppen består idag av 26 biskopar från den engelska kyrkan, vilken har en roll som etablerad statskyrka inom det Förenade konungariket Storbritannien och Nordirland, det vill säga Storbritannien. Skotska kyrkan har också en formell roll som etablerad kyrka, dock ej som statskyrka, och har inte någon representation.
Det andliga frälset har varit representerat i de föregående Kungariket Storbritanniens (1707–1800) samt Kungariket Englands (före 1707) och Kungariket Skottlands (före 1638) parlament vid sidan av det världsliga frälse. Det världsliga frälset (Lords Temporal) utgörs av de som tillerkänts pärsvärdighet, det vill säga adlig värdighet, av monarken och detta har historiskt varit kriteriet för representationsrätt och säte i parlamentet. Det är inte fullt klarlagt huruvida det andliga frälset också skall anses vara pärer (peer) så som sina världsliga kollegor, men under den tid de sitter i överhuset anses samtliga ledamöter utgöra ett parlamentets frälse (Lords of Parliament).
Englands parlament började redan på 1300-talet att utvecklas mot ett tvåkammarsystem där det andliga frälset och det högre världsliga frälset samlades i det som senare blev överhuset (House of Lords) medan övriga, inklusive det lägre världsliga frälset så som riddare (knight) och borgare (burgesses) samlades i underhuset (House of Commons). Fram till reformationen under Henrik VIII på 1500-talet var landet katolskt och kyrkans biskopar och abbotar utgjorde majoriteten i överhuset. Genom att klostren stängdes förlorade abbotarna sina platser i parlamentet och kom för första gången att domineras av de världsliga pärerna. 
I Skottlands parlament utgjorde det andliga frälset ett eget stånd, det första ståndet, men vid den skotska reformationen 1638 förlorade dessa sin representation.
I överhuset i Irlands parlament var den anglikanska Irländska kyrkans biskopar representerade som andligt frälse. Irlands och Storbritanniens parlament upplöste sig själva genom unionsakterna 1800 och i det Förenade kungarikets parlament var irländska biskopar representerade fram till 1871 då kyrkan miste sin position som etablerad statskyrka på Irland. 
Biskopar för Wales fanns representerade i Förenade konungarikets parlament fram till 1920, då Kyrkan i Wales bildade en egen organisation skild från den Engelska kyrkan, och miste sin position som etablerad statskyrka.